# 340 (numero)
Trecentoquaranta (340) è il numero naturale dopo il 339 e prima del 341.

## Proprietà matematiche
- È un numero pari.
- È un numero composto con i seguenti 12 divisori: 1, 2, 4, 5, 10, 17, 20, 34, 68, 85, 170, 340. Poiché la somma dei suoi divisori (escluso il numero stesso) è 416 > 340, è un numero abbondante.
- È un numero noncototiente.
- È un numero palindromo nel sistema di numerazione posizionale a base 13 (202).
- È un numero pratico.
- È parte delle terne pitagoriche (52, 336, 340), (144, 308, 340), (160, 300, 340), (189, 340, 389), (204, 272, 340), (255, 340, 425), (340, 357, 493), (340, 528, 628), (340, 1131, 1181), (340, 1425, 1465), (340, 1683, 1717), (340, 2880, 2900), (340, 5775, 5785), (340, 7221, 7229), (340, 14448, 14452), (340, 28899, 28901).
- È un numero nontotiente (per cui la equazione φ(x) = n non ha soluzione).
- È un numero congruente.

## Astronomia
- 340P/Boattini è una cometa periodica del sistema solare.
- 340 Eduarda è un asteroide della fascia principale del sistema solare.

## Astronautica
- Cosmos 340 è un satellite artificiale russo.